# بخش هاکینگ (شهرستان فیرفیلد، اوهایو)
بخش هاکینگ (به انگلیسی: Hocking Township) یک منطقهٔ مسکونی در ایالات متحده آمریکا است که در شهرستان فیرفیلد، اوهایو واقع شده‌است.
 بخش هاکینگ ۸۵٫۳ کیلومتر مربع مساحت و ۴٬۶۷۲ نفر جمعیت دارد و ۲۹۵ متر بالاتر از سطح دریا واقع شده‌است.